# 西安站
西安站位于中华人民共和国陕西省西安市新城区环城北路解放门外，陇海铁路1077.7公里处（站中心），并联通西康铁路、宁西铁路、包西铁路、侯西铁路、西延铁路及咸铜铁路等线路。车站始建于1934年（民国23年）12月，1935年6月启用。目前南站房于1985年启用，2021年新建北站房和高架候车室启用。车站现为中国铁路西安局集团有限公司管辖的特等站，办理客运业务，是西安铁路枢纽“四主一辅”客运系统的主站。改造后的西安站同时也是西安主城区内的大型综合交通枢纽，集高速铁路客运、普速铁路客运、中长途公路客运、城市公共交通、出租汽车、社会车辆于一体，站区南接明城墙商贸圈，北临大明宫国家遗址公园。

## 历史

### 早期历史
西安站始建于1934年12月，1935年6月与陇海铁路潼西同步投入使用。当时设有正线和到发线共6条、牵出线1条及2座旅客站台；站房为大屋顶歇山式二层建筑，面积1016平方米。其中一层为售票室、行包房和候车厅，二层阁楼为办公区域。货场则设有1条货物装卸线1条、1座长150米的货物站台和1座货物仓库。
车站于1936年更名为长安车站。车站站场的股道数目在1946年和1950年分别增加至8条和12条；1951年，新建联通1、2站台的地道1座，同时站房东西两侧增建面积720平方米的候车室。1952年12月，车站名称由长安车站恢复至原名西安站。
西安站于1953年新建第三座客运站台。1956年西安西站成立后，本站只办理专用线整车货物发到业务、车站货场不再办理营业。1958年车站建成连接站台的天桥一座。1960年，车站将1951年建成的候车室改为快车候车室，同时在既有站房基础上于其两侧增建共计1000平方米的慢车候车室；1964年又扩展至1800平方米，并增建东、西售票室。车站1972年增建第四、五客运站台，并建成沟通5个客运站台的地道；1971年又延长5座客运站台的长度并建设风雨棚。此外车站站前广场曾于1966年至1972年设有一座毛泽东雕像。

### 站房重建
铁道部于1982年11月决定改建西安车站，将既有站房拆除重建。改建工程于1984年6月动工，1985年12月15日竣工:262，并于12月31日投入使用。候车总面积9300平方米，站场规模5台9线。站房启用时悬挂的是从西安碑林柳公權书法碑石集字而成的“西安”二字，但放大后的柳体字与站房并不协调，招致各方质疑，车站建设指挥部为此两度召开专题会议研究站名题写问题，时任陕西省副省长王真建议“最好采用陕西当地书法家的字”，西安站最终于1986年改挂书法家吴三大题写的站名标。
1988年8月1日，西安站由一等站升为特等站。1990年车站东配楼售票厅和办公楼竣工交付使用标志着西安站改造工程全面结束。当年西安站站内共有股道22条，其中正线和到发线12条，车站站前广场面积35000平方米。
2007年4月18日，西安站开行4对前往宝鸡站的和谐号动车组列车，使得陕西省成为当时中国西部地区唯一开行“和谐号”的省份。为配合郑西高铁开通，西安站于2009年6月新建6号站台，于同年年底完工。自此西安站共设有6座站台，其中一至四站台为低站台，五、六站台为高站台。站房和站场通过2座天桥、3座行包通道连接。其中东西两座天内高3米，宽6.5米；东桥长87.5米，西桥长106米；旅客出站地道空高2.9米，宽8米，总长389.7米；行包地道长95.63米；邮包专用地道长150.86米。
2010年2月6日，西安站首次开行高速动车组列车，但在2011年1月11日，由于西安北站部分启用，郑西高铁所有列车均改为西安北站始发终到，西安站不再开行动车组列车。

### 扩建工程
西安站于2010秋季开始计划扩建工程，扩建计划投资约八十多亿元人民币。扩建工程包括新建火车站北广场、北侧新建北站房、高架候车室，和大明宫丹凤门通过候车广场衔接在一起；站场由6站台9股道扩建到9站台18股道；同时扩建出站地下通道，延伸到新建的西安火车站北广场，还在车站的东侧再新建一条出站地下通道，贯穿车站新建的南北广场；此外，改建工程计划在西安东站改建为客车整备检修基地，并于西安站至灞桥段增建三四线，增强客车出入能力。
作为改造计划的前期工程，西安东客车整备所于2014年7月1日投用，并于2017年扩建。2019年7月，位于西安站东北侧的西安机务段亦迁至西安东站。2020年6月18日开通浐灞站。
2020年5月，西安站开始进行北站房、高架候车室新建工程和南站房改造工程，改造期间客运服务正常。2021年4月26日起，西安站启用北站房高架候车室和北侧车场，同时南站场现有1-5站台将同步实施封闭改造，乘客进出站仍使用南站房，但进站后需前往北高架站房候车。5月31日北站房进出站口启用，标志着新建北站房正式投入使用。
南站房于2021年5月份北站房开放后开始进行改建工程：新建南高架候车室对接北站房并对既有站房内部设施进行改造。南站房进站口于6月7日起封闭。8月4日，南高架候车厅钢结构网架在历经仅40天的建设后封顶。9月1日，西安站南站房、南侧高架候车室投入使用。
2023年10月11日，经郑州前往北京西站的G654、G658、G666次列车改在西安站始发。
2024年2月3日起，西安站首次开行经阿-三联络线、西成高铁到汉中的D6857次动车组列车。

## 車站設施

### 站房
西安站目前使用的南站房建于1985年。站房檐高18米，顶高27.7米；长142.8米，南北进深52米，建筑面积共计16411平方米。站房共分为两层，进站口中厅位于站房中部，空高20余米，设两个电动扶梯和50级台阶连接二层区域。中厅东西侧设有4个主候车室，使用镶嵌大理石的方柱、以及大型壁画装饰。另有母子候车厅2个、软席候车厅5个以及团体候车厅1个，总共可同时容纳7000人候车。2021年西安站高架候车室开通后，原南站房的候车室被改建为商业空间和铁路文化展厅，展示有前进型蒸汽机车、东风型柴油机车、“和谐”电力机车、复兴号电力动车组等车辆模型。
南站房主楼两侧为东、西配楼。其中东配楼建筑面积10146平方米，为售票厅、旅客招待所；西配楼建筑面积13100平方米，为行包房、车站旅社及旅客餐厅。
西安站北站房于2021年5月31日启用，总建筑面积4.86万平方米，建筑高度24米。主体分为地下三层，地上两层。北站房外立面及内部装修为仿唐代风格，以“大唐盛世、古韵长安”为主题，与北站房附近的大明宫丹凤门相协调。北站房以北设有综合立体交通枢纽的丹凤门广场，南北宽约140米，东西长约1000米，总建筑面积约17万平方米。地面为市民广场，地下一层为铁路旅客出发层，地下二层为铁路旅客到达层，包括34个出租车上车点，110个出租车蓄车位；地下三层为960个车位的社会车辆停车场，地下四、五层为远期接驳地铁预留。值得一提的是，位于地下二层的北出站口前往地面的扶梯和楼梯正对丹凤门遗址博物馆而设，为过往旅客带来“出站就像上朝”的视觉体验，成为网络话题。
西安站北站房的高架候车室于2021年4月26日启用，外立面及内部装修为与北站房一致，以“大唐盛世、古韵长安”为主题。高架候车室横跨站场，总面积12000平方米、东西宽125米，可容纳旅客10000人。先期启用北侧6000平方米，可同时容纳旅客5000人。

南站房内前进型蒸汽机车模型
东风4型内燃机车模型
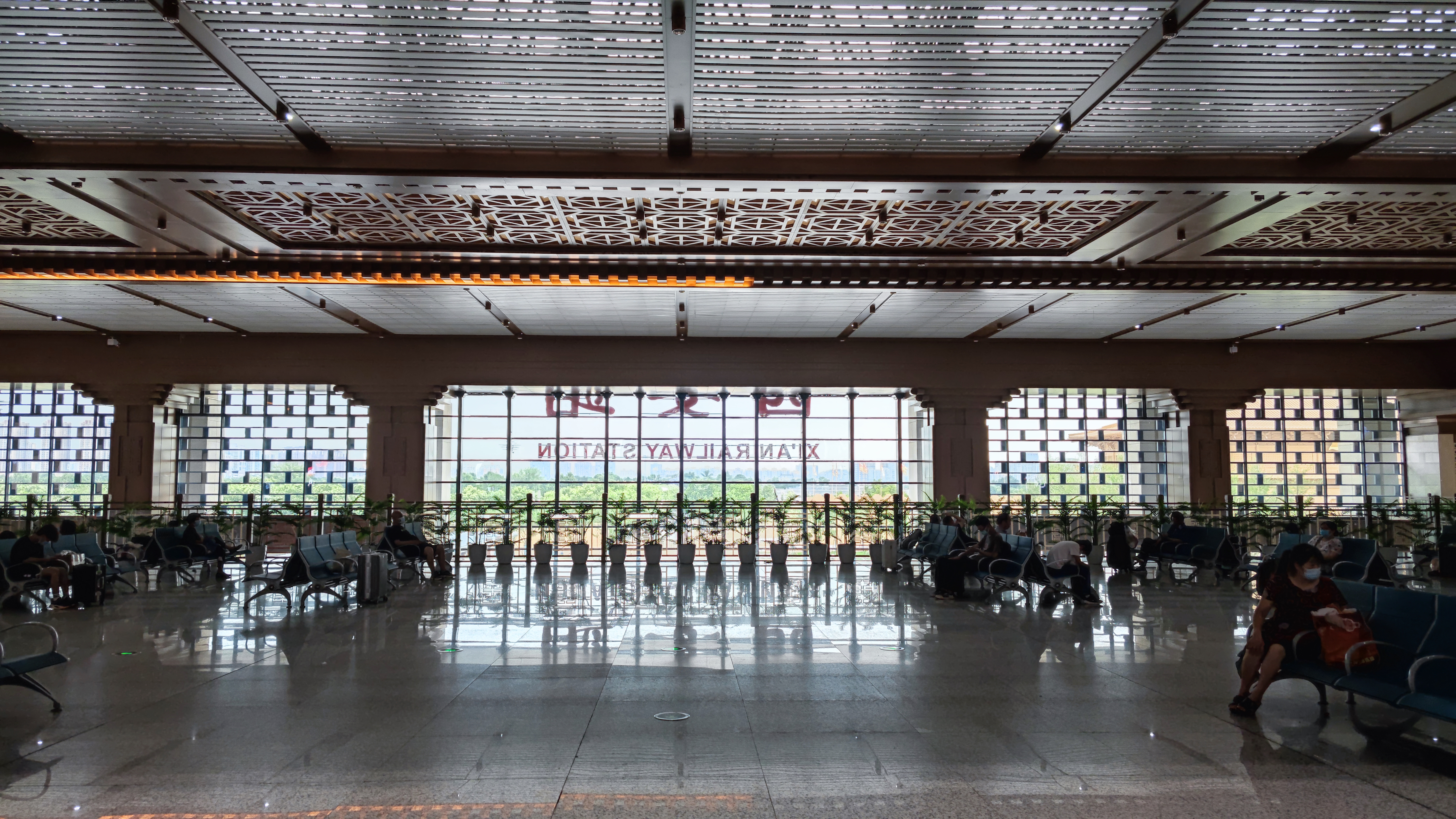
北进站口
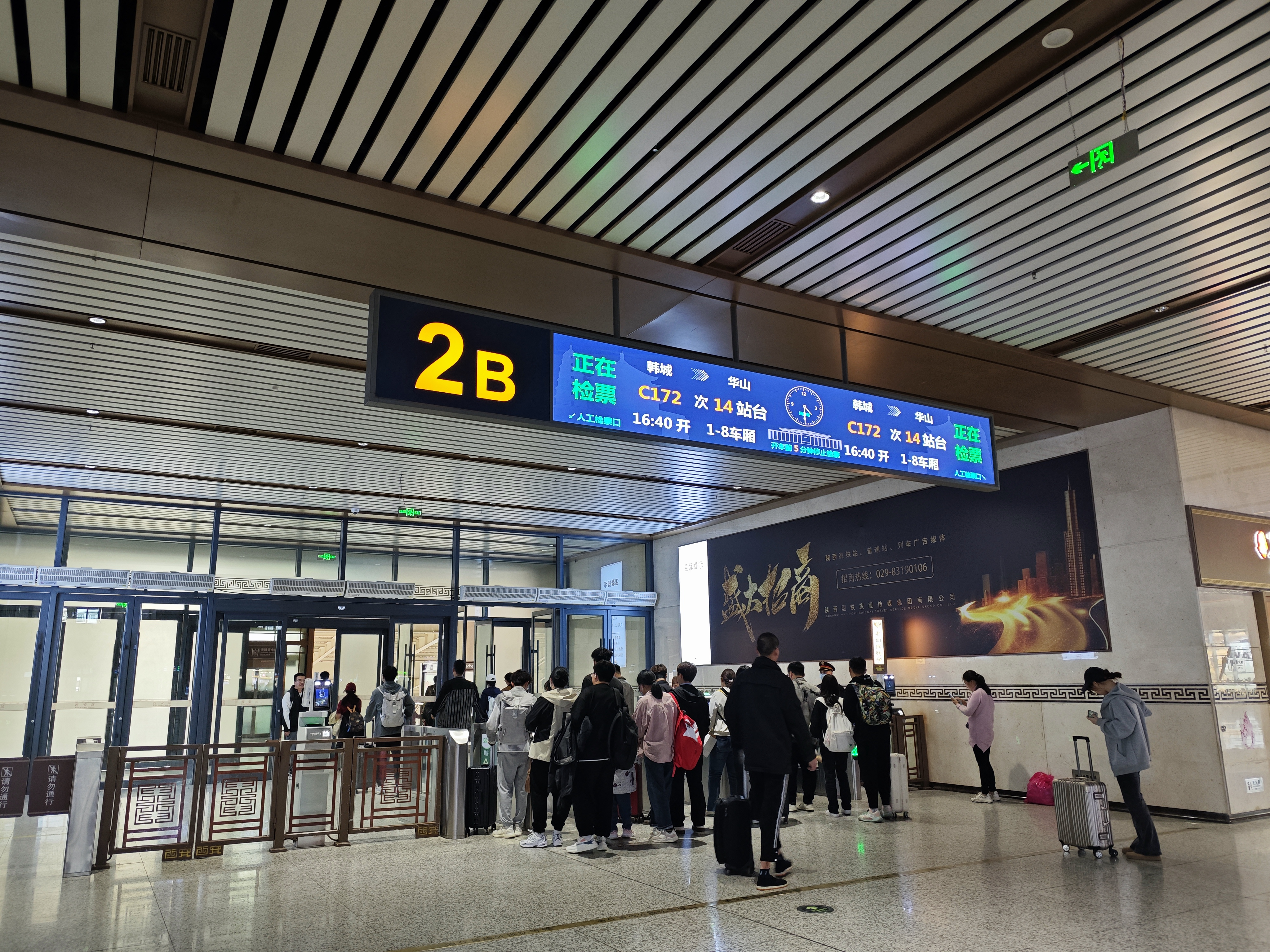
高架候车室检票口
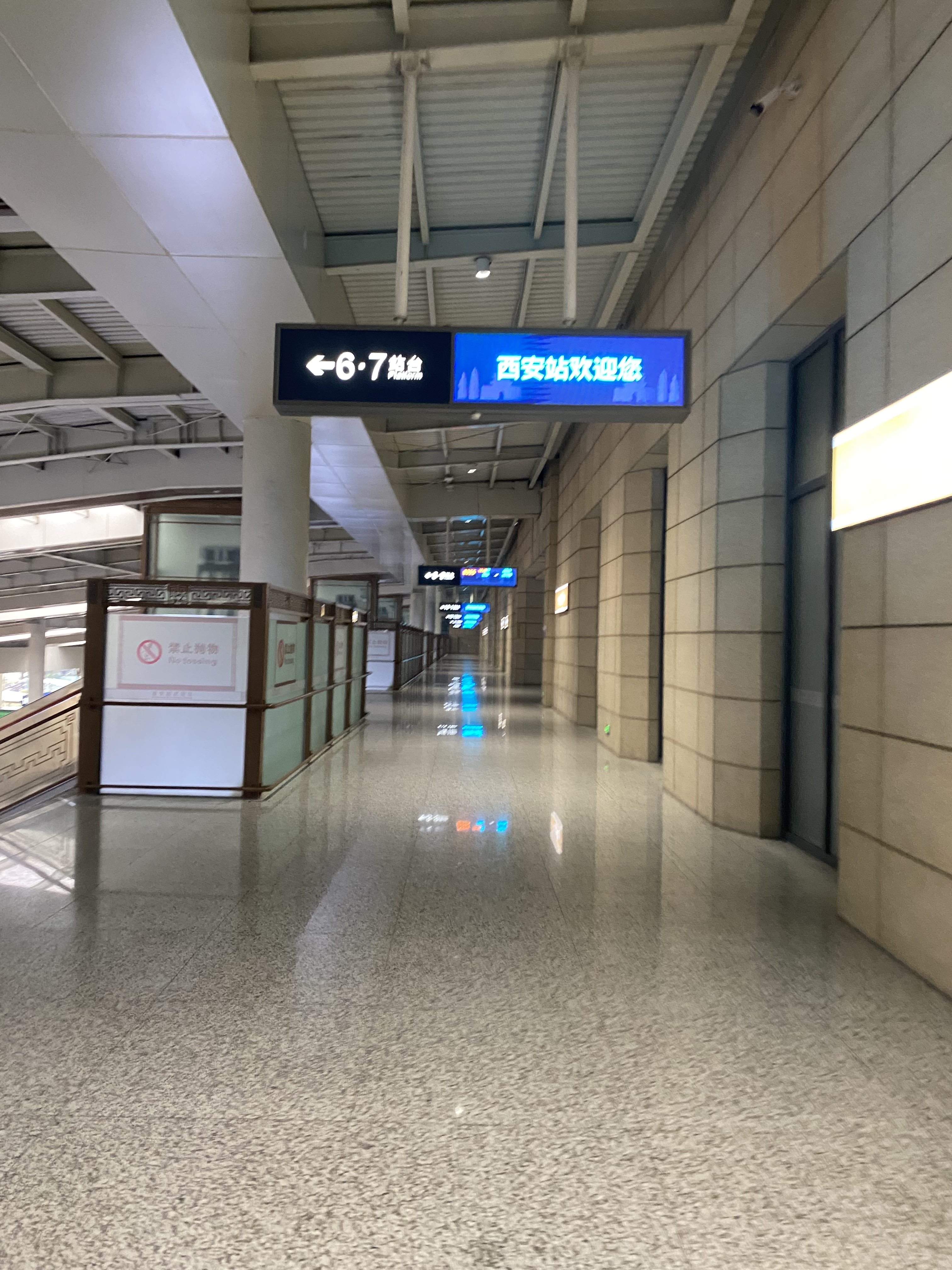
高架进站通廊

### 地下层

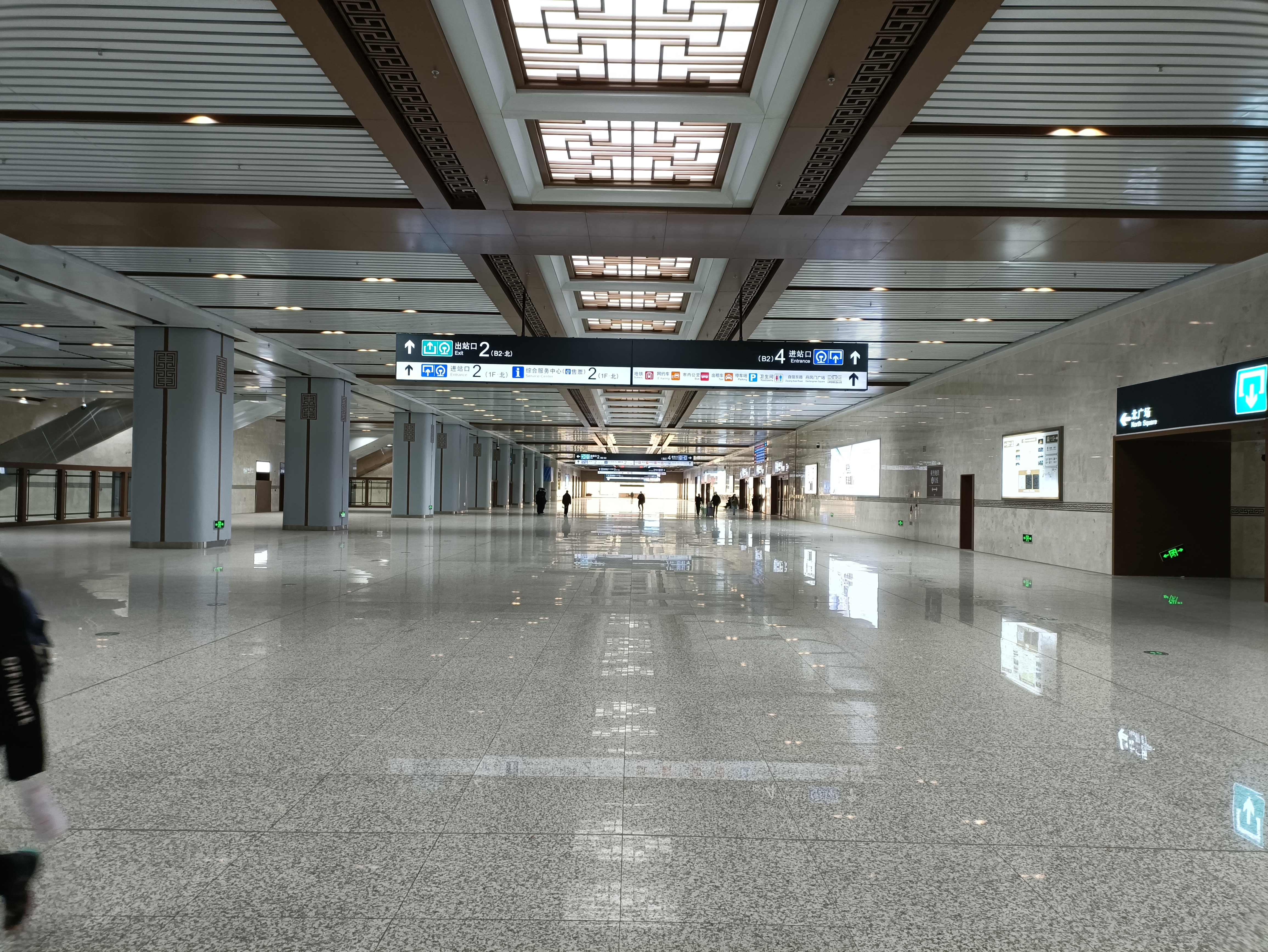
南北通廊

西安站地下层位于地下12米处，南北通道、东西向的北站房结构和西南-东北向的西安地铁4号线结构合围处，大致呈直角三角形。
直角三角形西侧边为宽23米南北连廊，连接车站南北广场。连廊西侧为车站出站地道，面积9840平方米。北侧边为地铁西安站的进站及换乘通道，连接和南北连廊斜交53°布置的4号线站厅和位于北广场的7号线站厅。
合围的三角形区域经设计团队论证最终被用作铁路快速进站厅供急客使用，少量为设备用房。进站厅入口位于南北连廊中部和南广场处，内设有面积10620平方米地下候车区。检票后上扶梯进入纵贯站场东侧、标高7.4米的夹层地道后进入相应站台乘车。

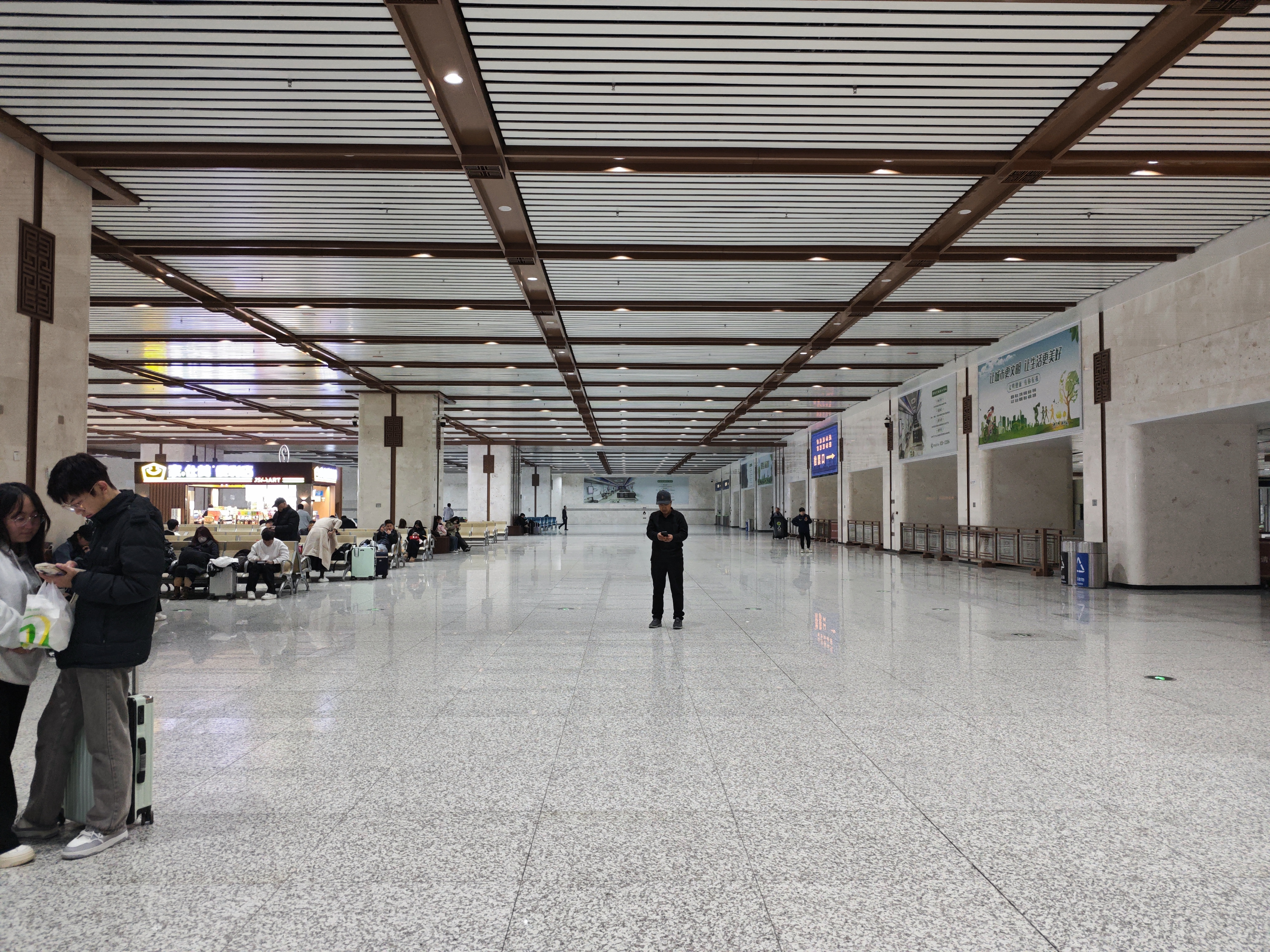
快速进站厅
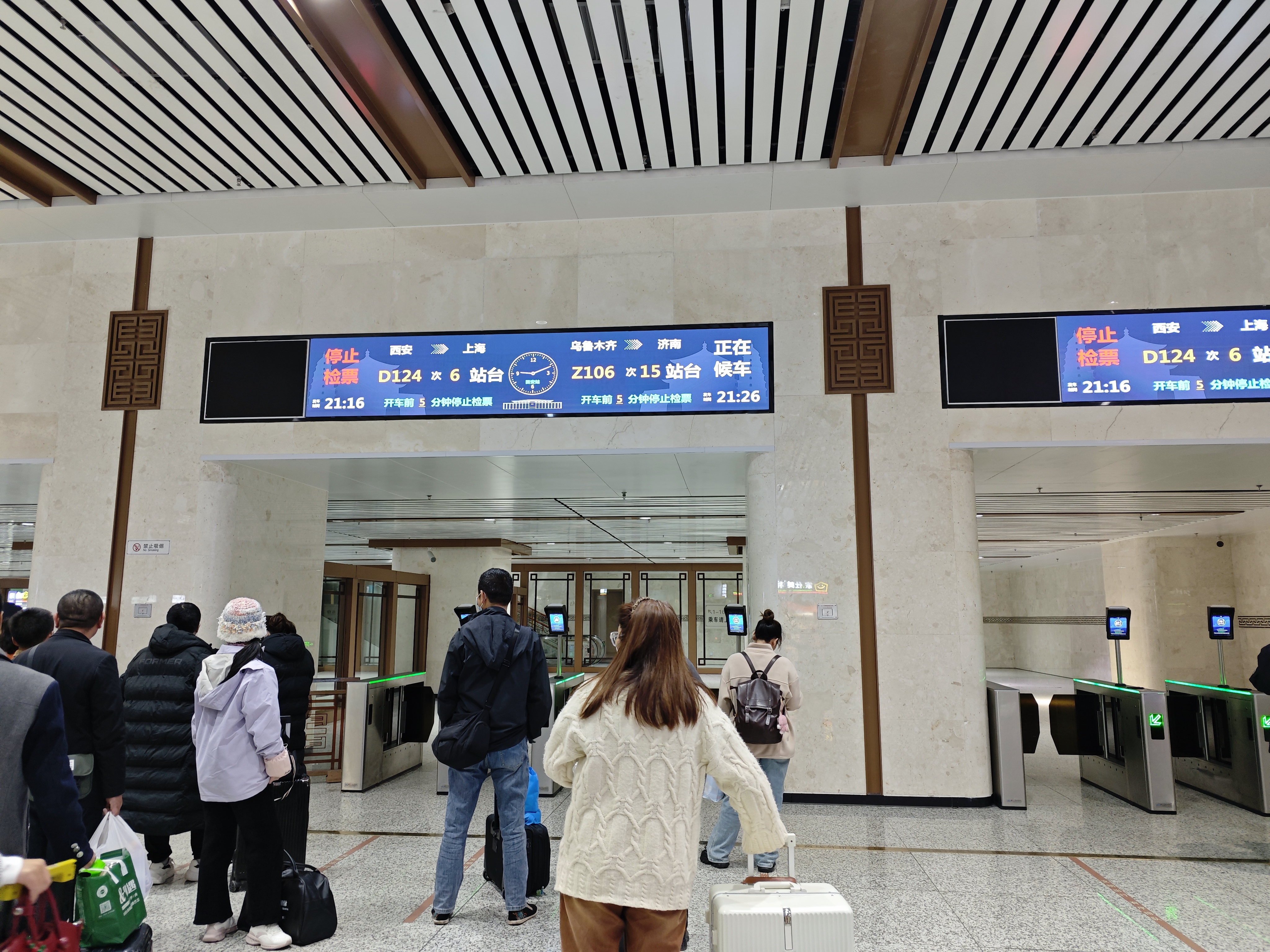
快速进站厅检票口
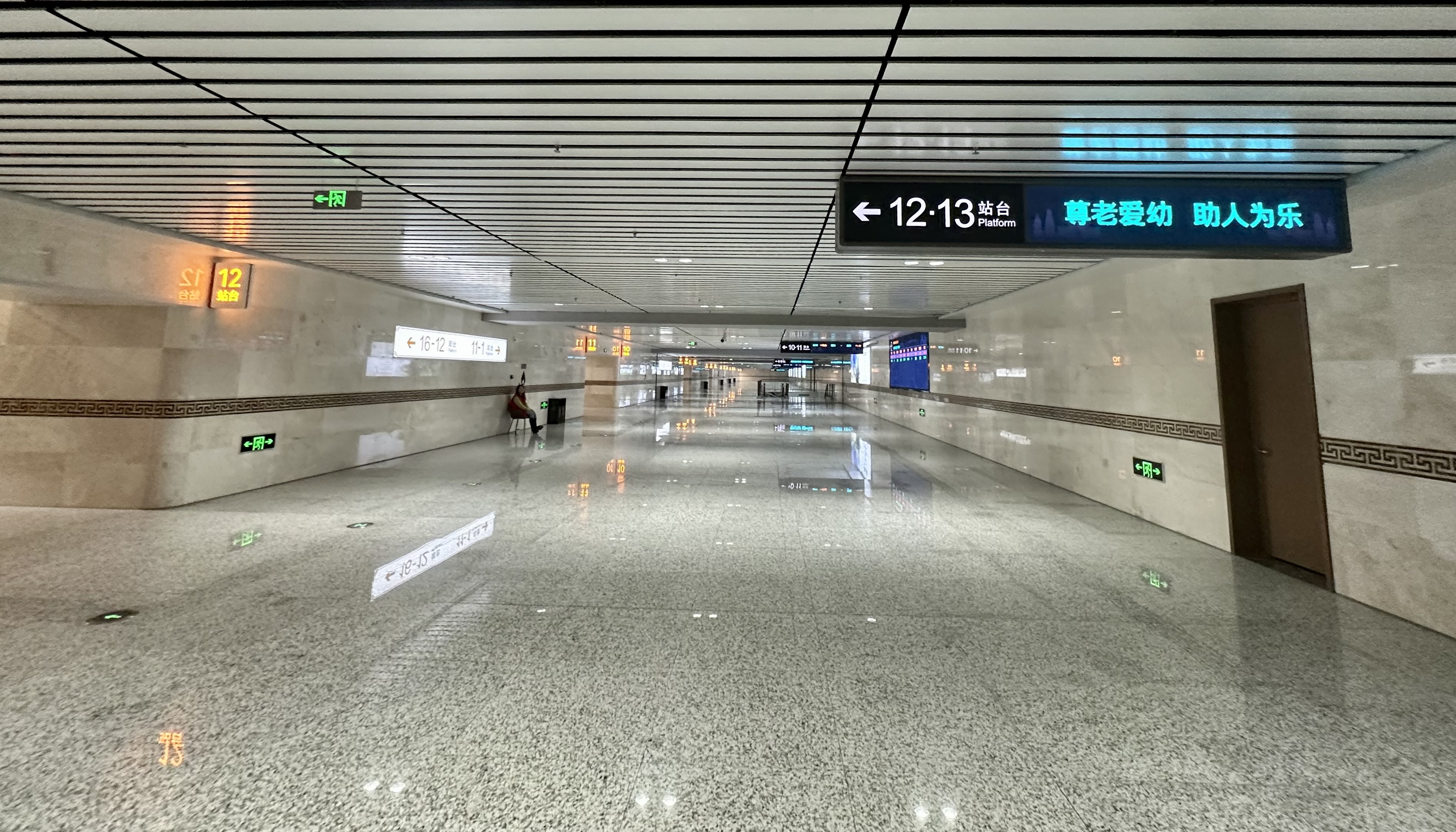
快速进站厅进站夹层

### 站场

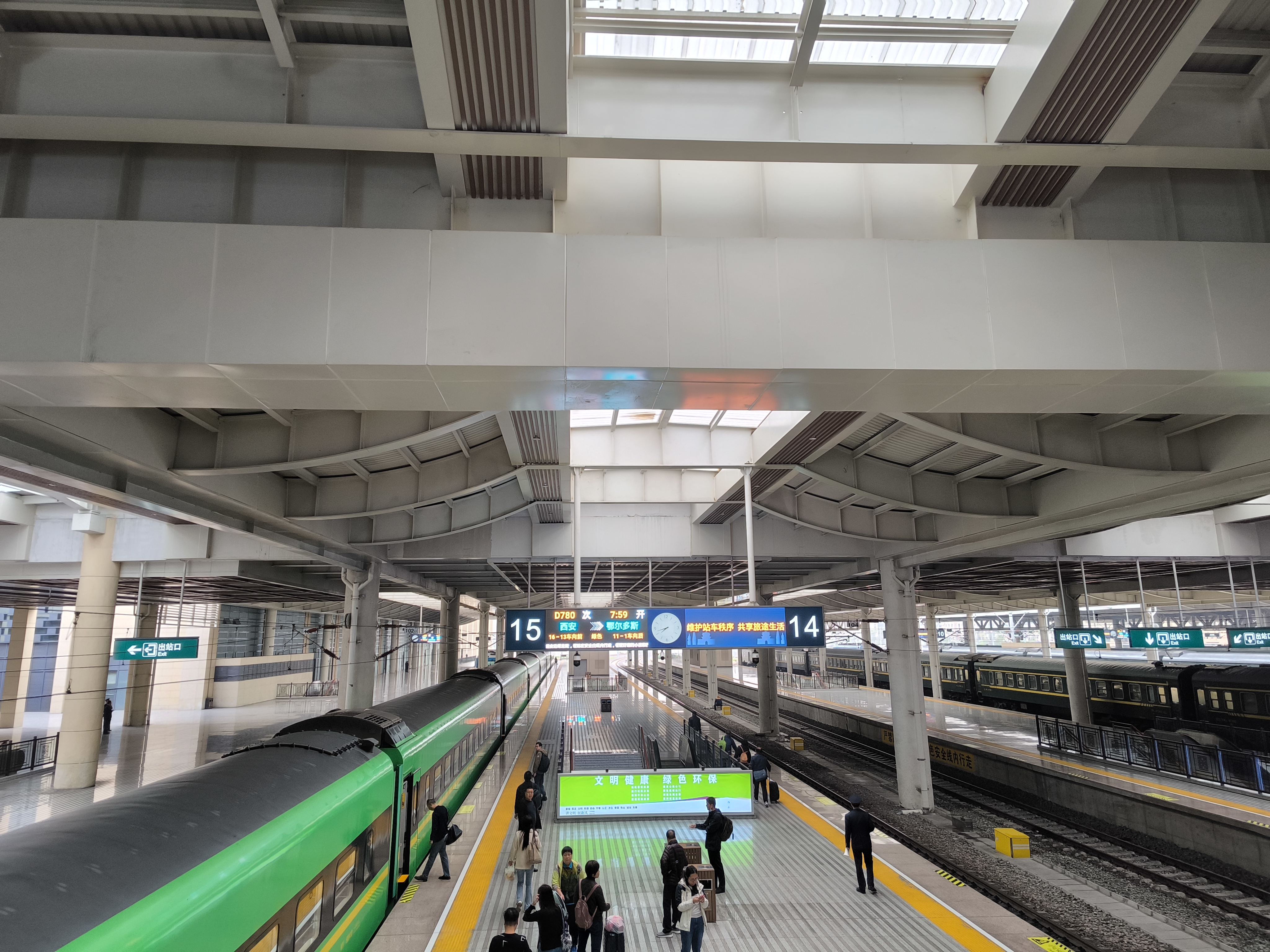
车站站台

西安站南场建有6座旅客站台，原有14条到发线，站改后减为11条到发线，向东引出陇海上、下行线。2021年4月西安站北场启用，规模4台7线，编号10-16站台，向东引出陇海三、四线。西安站改造完成后规模达到9台18线。
车站东咽喉有8股道，自南向北分别为陇海下行线、客整所出库线2条、机务段出库线2条、陇海上行线、陇海三线和陇海四线，至灞桥站区间为四线铁路。其中陇海下行线大致维持不变，向东经过客整所南侧的浐灞站后接入灞桥站。上行线北新建平行陇海三四线。在车辆段东、浐河西岸，三四线通过浐河特大桥上跨河流及陇海上行线，使得陇海上、下行线在灞桥站西咽喉前外包陇海三、四线。在灞桥站东的疏解区，外侧正线贯通西康铁路、并预留西延高速铁路和武西高速铁路的联络线的线路所。

## 使用情况
西安站是陇海铁路的特等站，通过东西向的陇海铁路联通西康铁路、宁西铁路、包西铁路、侯西铁路、西延铁路及咸铜铁路等西安铁路枢纽线路。

### 始发列车

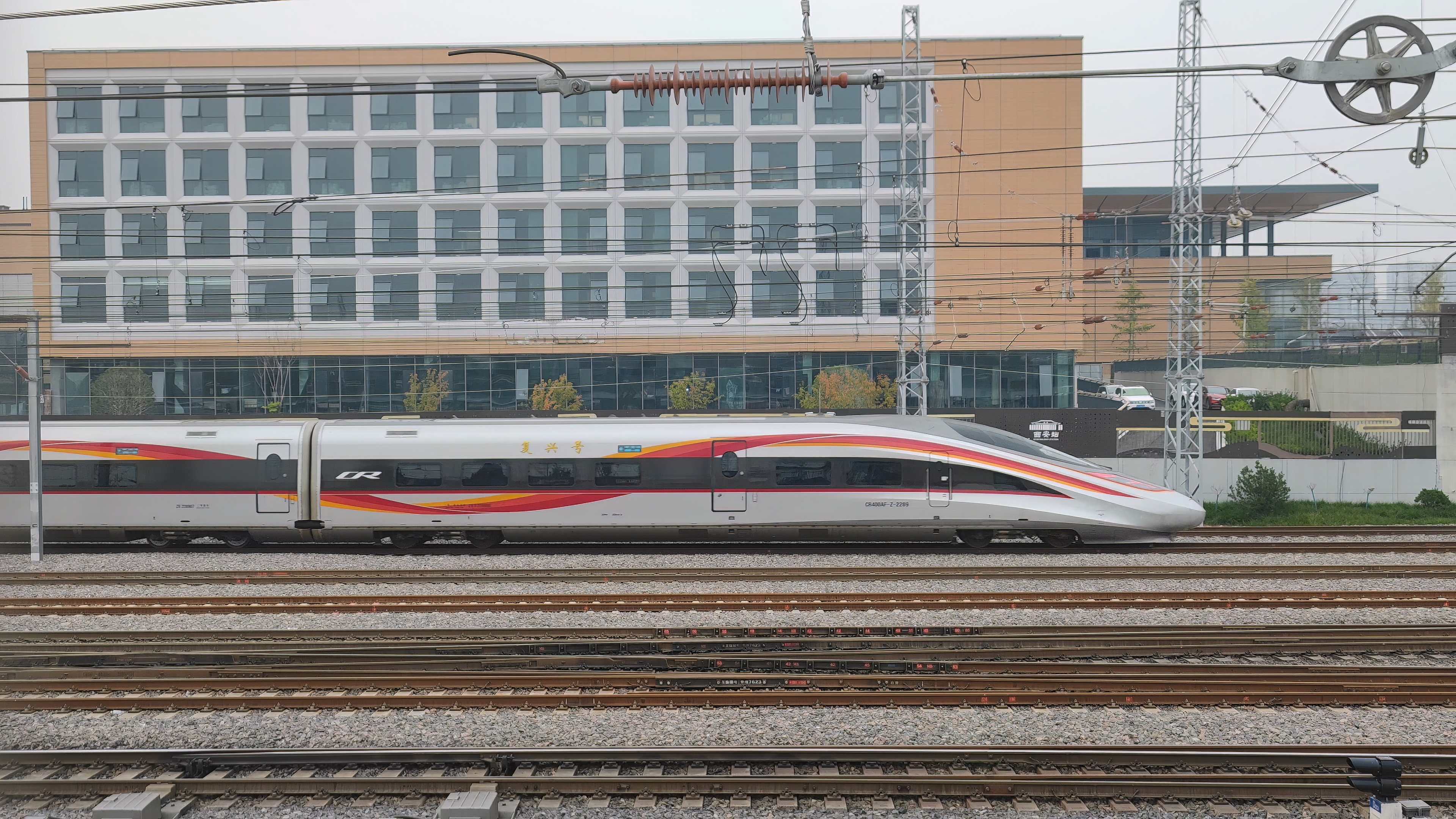
G657次列车进入西安站

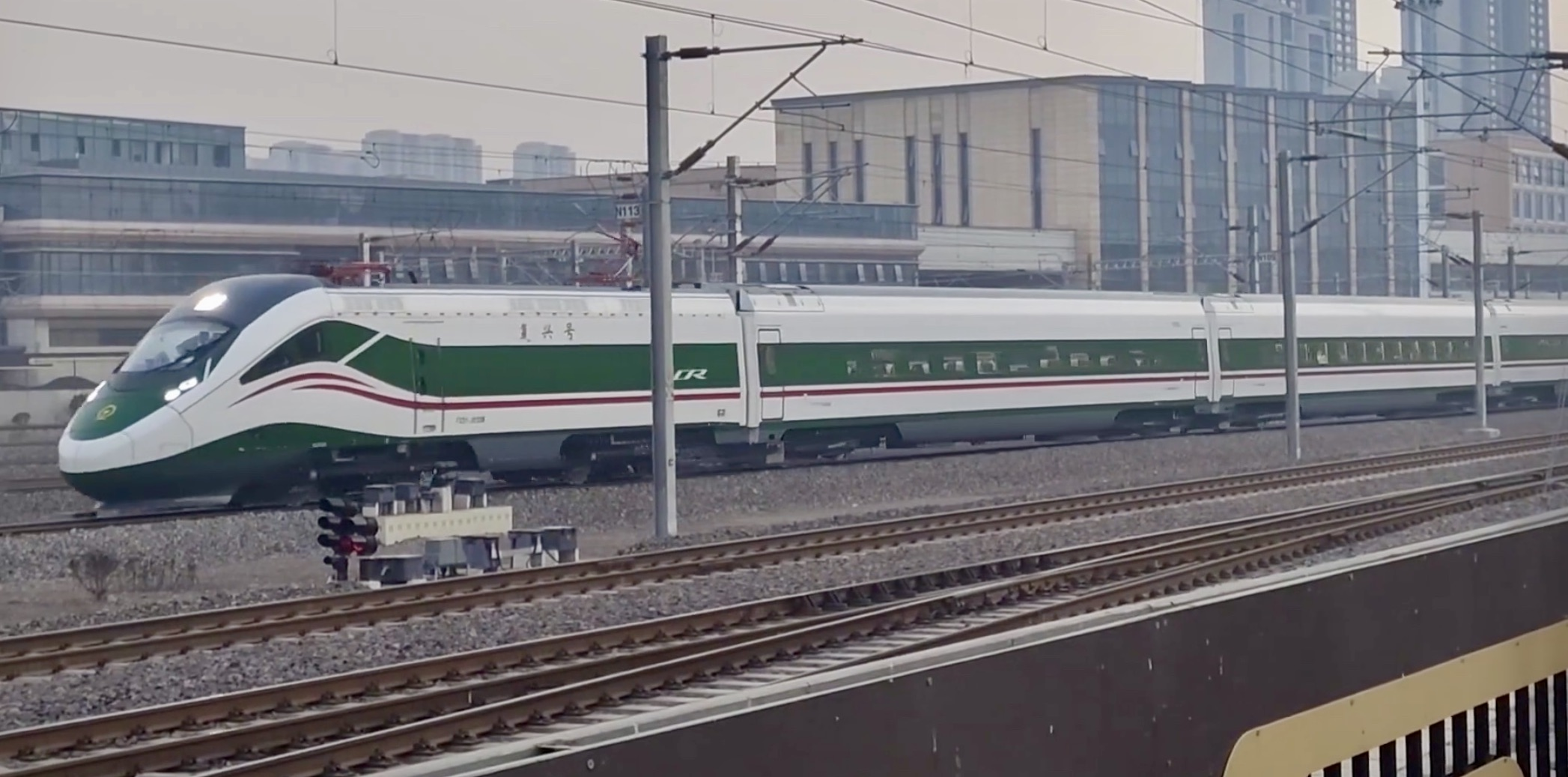
D19次列车进站

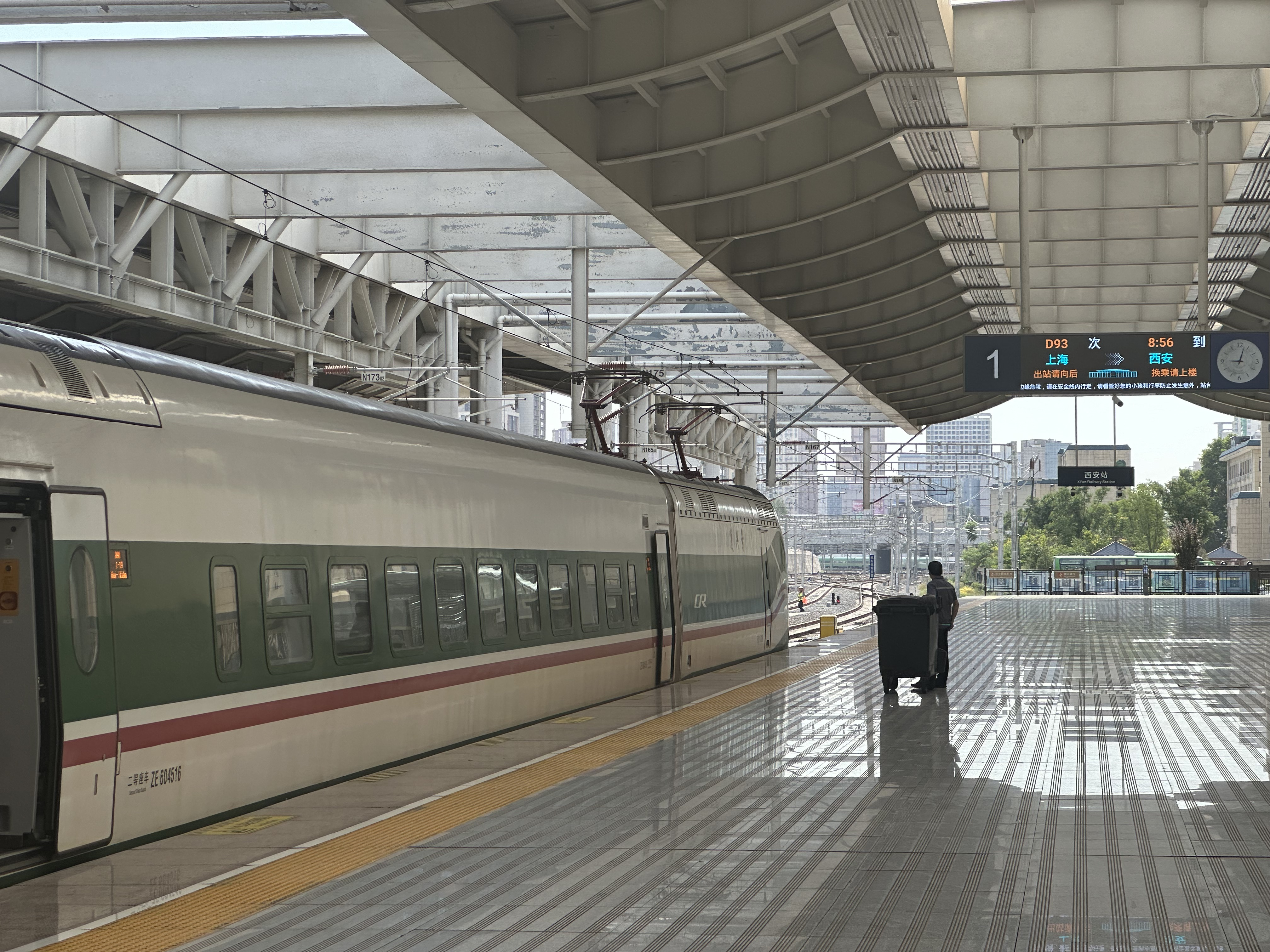
D93次列车终到西安站

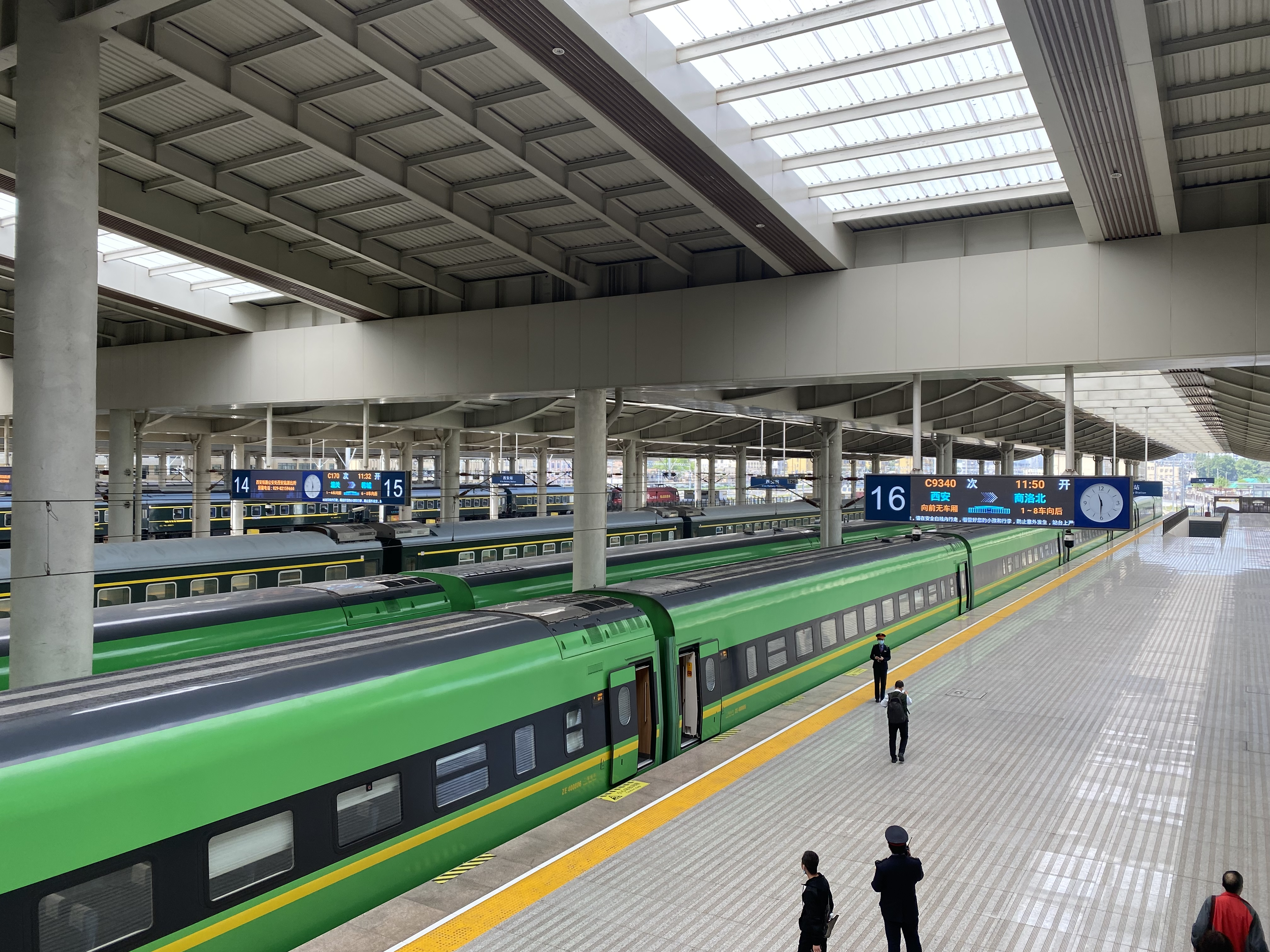
CR200J担当的城际列车停靠西安站16站台

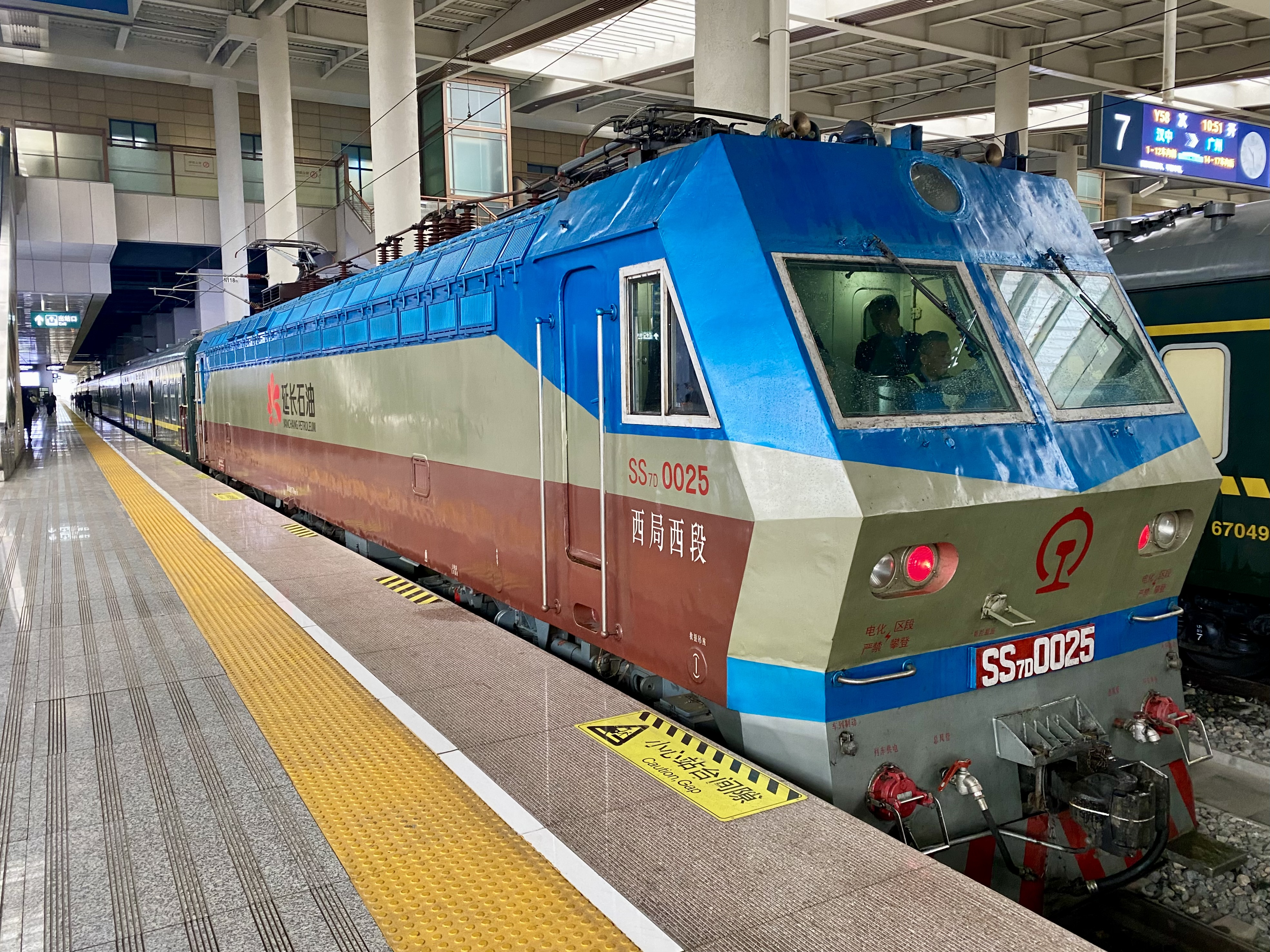
往的8355次列车待发中

目前西安站日均办理旅客列车約190列。
| 列车所属路局   | 车次                                 | 目的地     |
| -------------- | ------------------------------------ | ---------- |
| 北京局集团     | T232                                 | 北京西     |
| 北京局集团     | K214                                 | 天津       |
| 广州局集团     | K1350                                | 深圳       |
| 呼和浩特局集团 | K1674                                | 呼和浩特   |
| 兰州局集团     | K367                                 | 敦煌       |
| 上海局集团     | K468                                 | 宁波       |
| 沈阳局集团     | K2046                                | 沈阳北     |
| 沈阳局集团     | K126                                 | 長春       |
| 沈阳局集团     | K1574                                | 吉林       |
| 乌鲁木齐局集团 | T269                                 | 喀什       |
| 西安局集团     | D20、D44、T42                        | 北京西     |
| 西安局集团     | D128                                 | 杭州       |
| 西安局集团     | D94、D124                            | 上海       |
| 西安局集团     | D780                                 | 鄂爾多斯   |
| 西安局集团     | D778                                 | 呼和浩特東 |
| 西安局集团     | K60                                  | 海門       |
| 西安局集团     | K242                                 | 厦门北     |
| 西安局集团     | K448                                 | 深圳東     |
| 西安局集团     | K1686                                | 乌海西     |
| 西安局集团     | K2908                                | 温州       |
| 西安局集团     | Y29                                  | 阿拉木图   |
| 管内列车       |                                      |            |
| 西安局集团     | T7001、K8157                         | 宝鸡       |
| 西安局集团     | K8162                                | 延安       |
| 西安局集团     | D6812、D6814、D6816、7001            | 韩城       |
| 西安局集团     | D5096、D5098、D5100（週末線）、7006  | 榆林       |
| 西安局集团     | D6882                                | 旬陽       |
| 西安局集团     | D5100                                | 神木       |
| 西安局集团     | D6886、D6890（週末線）、D6894、K8176 | 安康       |
| 西安局集团     | K8180                                | 潼关       |
| 西安局集团     | K8229                                | 彬县       |
| 西安局集团     | D6818、8352、8354                    | 渭南       |
| 西安局集团     | 8355                                 | 阎良       |
| 西安局集团     | 8368                                 | 商南       |
| 西安局集团     | 8375                                 | 长武       |

### 过路列车

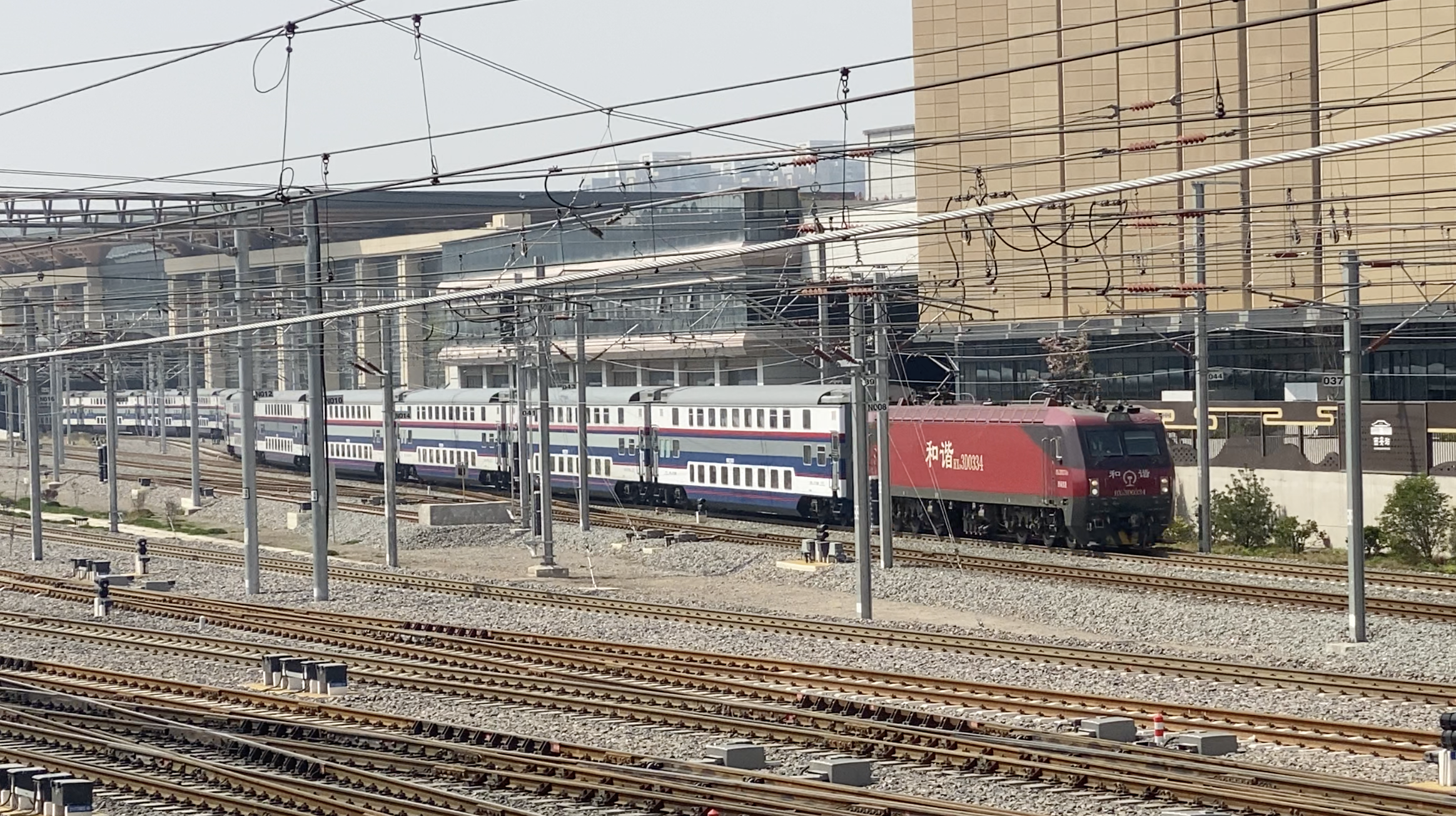
至T7010次列车驶出西安站

| 列车所属路局   | 目的地                                                                           |
| -------------- | -------------------------------------------------------------------------------- |
| 成都局集团     | 北京西、成都西、揚州                                                             |
| 广州局集团     | 深圳東、西寧                                                                     |
| 哈尔滨局集团   | 成都西、哈爾濱西                                                                 |
| 太原局集团     | 大同、宜昌東                                                                     |
| 呼和浩特局集团 | 呼和浩特東、昆明                                                                 |
| 济南局集团     | 济南、乌鲁木齐、青島北、西寧                                                     |
| 兰州局集团     | 广州、兰州、寧波、上海、深圳東、揚州、银川、長沙                                 |
| 上海局集团     | 杭州、兰州                                                                       |
| 青藏集团       | 深圳東、杭州、西宁、上海                                                         |
| 乌鲁木齐局集团 | 鷹潭、广州、合肥、武昌、上海、乌鲁木齐、連雲港東                                 |
| 西安局集团     | 安康、杭州、宝鸡、韩城、连云港东、上海、神木、苏州、天津、延安、杨陵、榆林、煙台 |
| 郑州局集团     | 乌鲁木齐、西宁、郑州                                                             |

## 下辖车站
西安站为西安局集团管辖的直属站，2020年由原西安站和西安北站合并而成，现下辖以下车站：
- 西安站
- 西安北站：北客运车间（原西安北站客运车间）
  - 徐兰客运专线：华山北、渭南北、临潼东、咸阳西（高速场）
  - 西成客运专线：西安西、鄠邑、新场街、佛坪、洋县西、城固北
  - 银西客运专线：彬州东、永寿西、乾县、礼泉南、咸阳北
  - 大西客运专线：大荔、渭南北

## 交通配套
西安站南广场保留少量短途客运功能，西侧设有出租车场、东侧为特勤车场和公交快线车场，广场对侧则为旅游集散中心。
西安站的接驳交通主要位于车站北广场地下，共有三层：地下一层面积6.38万平方米，西侧为别为社会车辆停车场及落客区，东侧为公交枢纽站。负二层面积4.04万平方米，设有出租车场和社会车辆停车场等；负三层面积3.59万平方米，设置为社会车辆停车场。
南北广场通过地下南北通廊连接。此外，西安站站场东侧建有横跨站场的人行天桥。天街又被称为“天街”，长200米，宽度27米，连接车站南北广场，其中北广场入口为丹凤门对出处。

### 公交
| 火车站 | 火车站                     | 火车站               | 火车站               | 火车站                                 |
| 编号   | 路线                       | 路线                 | 路线                 | 备注                                   |
| ------ | -------------------------- | -------------------- | -------------------- | -------------------------------------- |
| 遊8610 | 已于2023年4月停办          | 已于2023年4月停办    | 已于2023年4月停办    | 已于2023年4月停办                      |
| 5      | 世家星城                   | ⇆                    | 火车站               |                                        |
| 9      | 大兴西路汉城遗址           | 全程 ⇆               | 火车站               |                                        |
| 9      | 大兴西路汉城遗址           | 高峰区间 ⇆           | 红庙坡               |                                        |
| 13     | 半坡公交调度站             | 全程 ⇆               | 火车站               | 原 中玩市场专线                        |
| 13     | 半坡公交调度站             | 高峰区间 ⇆           | 康乐路北口           | 原 中玩市场专线                        |
| 14     | 西三环科技二路口           | ⇆                    | 和平门外             |                                        |
| 17     | 红旗西站                   | ⇆                    | 火车站               | 原 北郊线                              |
| 25     | 杜陵西路公交调度站         | ⇆                    | 火车站               | 原 副41                                |
| 40     | 外事学院北校区             | 全程 ⇆               | 火车站               | 原 4区间                               |
| 40     | 外事学院北校区             | 高峰区间 ⇆           | 南二环高新二路口     | 原 4区间                               |
| 42     | 纺织城枢纽站               | ⇆                    | 火车站               | 原 副11                                |
| 46     | 火车站北                   | ⇆                    | 城南客运站           |                                        |
| 103    | 城西客运站                 | ⇆                    | 火车站               | 原为无轨电车线路；原 3（第二代）       |
| 105    | 纺西街南口                 | ⇆                    | 火车站               | 原为无轨电车线路；原 5（第三代）       |
| 201    | 西辛庄                     | 全程 ⇆               | 火车站               |                                        |
| 201    | 西辛庄                     | 高峰区间1 ⇆          | 南二环高新二路口     |                                        |
| 201    | 西辛庄                     | 高峰区间2 ⇆          | 钟楼西               |                                        |
| 240    | 白鹿原公交调度站           | 全程 ⇆               | 火车站               | 原 40（第一代）                        |
| 240    | 白鹿原公交调度站           | 区间 ⇆               | 半引路北口           | 原 40（第一代）                        |
| 251    | 郁家庄                     | ⇆                    | 火车站               | 原 201区间                             |
| 258    | 火车站                     | ⇆                    | 城南公交枢纽站       | 原 五龙专线北段                        |
| 287    | 五路口                     | ⇆                    | 十里铺北路南段       | 原 707东段                             |
| 309    | 南二环文艺路口（长安大学） | ⇆                    | 火车站北             |                                        |
| 500    | 培华学院                   | ⇆                    | 火车站               | 原 239专线（第二代）                   |
| 511    | 阁老门                     | ⇆                    | 火车站               |                                        |
| 517    | 曲江池南路新开门南路口     | ⇆                    | 火车站               |                                        |
| 602    | 马腾空                     | ⇆                    | 火车站               |                                        |
| 603    | 金滹沱                     | 全程 ⇆               | 火车站               | 原 3（第一代）                         |
| 603    | 金滹沱                     | 高峰区间1 ⇆          | 电视塔南             | 原 3（第一代）                         |
| 603    | 金滹沱                     | 高峰区间2 ⇆          | 小寨                 | 原 3（第一代）                         |
| 607    | 东城汽车主题公园           | 全程 ⇆               | 火车站               | 原 副602                               |
| 607    | 东城汽车主题公园           | 高峰区间1 ⇆          | 青龙寺               | 原 副602                               |
| 607    | 东城汽车主题公园           | 高峰区间2 ⇆          | 咸宁路乐居场路口     | 原 副602                               |
| 611    | 汉城路大庆路口             | ⇆                    | 火车站               | 原为无轨电车线路；合并原 101（第一代） |
| 703    | 已于2023年8月7日停办       | 已于2023年8月7日停办 | 已于2023年8月7日停办 | 已于2023年8月7日停办                   |

| 火车站北 | 火车站北                   | 火车站北              | 火车站北               | 火车站北              |
| 编号     | 路线                       | 路线                  | 路线                   | 备注                  |
| -------- | -------------------------- | --------------------- | ---------------------- | --------------------- |
| 2        | 石家街                     | ⇆                     | 特警支队               | 经纸坊村、潘家村      |
| 22       | 火车站北                   | ⇆                     | 曲江池南路新开门南路口 |                       |
| 36       | 火车站北                   | 全程 ⇆                | 北辰路元朔大道口       | 原 18区间             |
| 36       | 火车站北                   | 高峰区间 ⇆            | 祥和居小区             | 原 18区间             |
| 36       | 火车站北                   | 延点区间 ⇆            | 辛家庙立交             | 原 18区间             |
| 39       | 公交六公司西区             | ⇆                     | 火车站北               | 合并原 290            |
| 46       | 火车站北                   | ⇆                     | 城南客运站             |                       |
| 200      | 西安北站北广场             | ⇆                     | 火车站北               | 原 517北段            |
| 206      | 文理学院                   | ⇆                     | 火车站北               | 原 205专线            |
| 214      | 尚苑路草滩十路口           | ⇆                     | 火车站北               | 原 长安大学专线       |
| 243      | 西核所                     | ⇆                     | 火车站北               | 原 213（第一代）      |
| 262      | 灞桥停车场                 | ⇆                     | 火车站北               |                       |
| 39       | 公交六公司西区             | ⇆                     | 火车站北               | 合并原 290            |
| 298      | 火车站北                   | ⇆                     | 奥体大道元朔大道口     | 原 全运8号线          |
| 309      | 南二环文艺路口（长安大学） | ⇆                     | 火车站北               |                       |
| 528      | 杏园路公交调度站           | ⇆                     | 辛家庙                 |                       |
| 616      | 西安外国语大学长安校区     | 全程 ⇆                | 火车站北               | 原 600区间（第三代）  |
| 616      | 西安外国语大学长安校区     | 区间 →                | 北长安街凤栖路口       | 原 600区间（第三代）  |
| 616      | 西安外国语大学长安校区     | 区间 ←                | 航天大道西口           | 原 600区间（第三代）  |
| 616      | 西安外国语大学长安校区     | 高峰区间 ⇆            | 小寨                   | 原 600区间（第三代）  |
| 717      | 已于2023年6月19日停办      | 已于2023年6月19日停办 | 已于2023年6月19日停办  | 已于2023年6月19日停办 |

| 火车站西 | 火车站西               | 火车站西               | 火车站西               | 火车站西               |
| 编号     | 路线                   | 路线                   | 路线                   | 备注                   |
| -------- | ---------------------- | ---------------------- | ---------------------- | ---------------------- |
| 6        | 怡园路北口             | ⇆                      | 火车站西               | 原 副6                 |
| 138      | 梨园路和生国际         | ⇆                      | 火车站西               |                        |
| 229      | 西京学院               | ⇆                      | 火车站西               | 原 239专线（第一代）   |
| 266      | 西安北站南广场         | ⇆                      | 火车站西               | 原 228专线             |
| 608      | 悦园路                 | 全程 ⇆                 | 火车站西               |                        |
| 608      | 悦园路                 | 高峰区间1 ⇆            | 南二环人才市场         |                        |
| 608      | 悦园路                 | 高峰区间2 ⇆            | 南门外                 |                        |
| 719      | 已于2022年12月20日停办 | 已于2022年12月20日停办 | 已于2022年12月20日停办 | 已于2022年12月20日停办 |

| 火车站东 | 火车站东                   | 火车站东               | 火车站东               | 火车站东               |
| 编号     | 路线                       | 路线                   | 路线                   | 备注                   |
| -------- | -------------------------- | ---------------------- | ---------------------- | ---------------------- |
| 遊8610   | 已于2023年4月停办          | 已于2023年4月停办      | 已于2023年4月停办      | 已于2023年4月停办      |
| 16       | 石家街                     | →                      | 公交五公司             | 原 副216               |
| 16       | 石家街                     | ←                      | 五公司家属院           | 原 副216               |
| 28       | 华远路米秦北路口           | 全程 ⇆                 | 科技二路枫叶苑         | 合并原 10专线          |
| 28       | 大庆路劳动路口             | 高峰区间 ⇆             | 科技二路枫叶苑         | 合并原 10专线          |
| 46       | 火车站北                   | ⇆                      | 城南客运站             |                        |
| 49       | 兴庆西路建东街口           | ⇆                      | 安邸立交公交调度站     | 原 20区间              |
| 104      | 冶金社区                   | 全程 ⇆                 | 祥和居小区北门         | 原 103专线（第一代）   |
| 104      | 冶金社区                   | 高峰区间 ⇆             | 火车站东               | 原 103专线（第一代）   |
| 159      | 雁鸣湖公交调度站           | ⇆                      | 长乐公园西门           | 原 512东段             |
| 176      | 广兴路西口                 | ⇆                      | 火车站东               | 原 519东段             |
| 228      | 岳家寨公交调度站           | 全程 ⇆                 | 北二环朱宏路口         | 原 28（第一代）        |
| 228      | 公交六公司                 | 早高峰区间 ⇆           | 北二环朱宏路口         | 原 28（第一代）        |
| 286      | 杜城公交调度站             | 全程 ⇆                 | 公园北路北段           | 原 706                 |
| 286      | 杜城公交调度站             | 高峰区间 ⇆             | 南二环含光路口         | 原 706                 |
| 287      | 五路口                     | ⇆                      | 十里铺北路南段         | 原 707东段             |
| 309      | 南二环文艺路口（长安大学） | ⇆                      | 火车站北               |                        |
| 703      | 已于2023年8月7日停办       | 已于2023年8月7日停办   | 已于2023年8月7日停办   | 已于2023年8月7日停办   |
| 719      | 已于2022年12月20日停办     | 已于2022年12月20日停办 | 已于2022年12月20日停办 | 已于2022年12月20日停办 |
| 719区间  | 已于2022年12月20日停办     | 已于2022年12月20日停办 | 已于2022年12月20日停办 | 已于2022年12月20日停办 |

### 地铁
西安地铁4号线与铁路西安站实现换乘，并实现西安站与西安北站的连接。